# Weatherford (Texas)
Pour les articles homonymes, voir Weatherford.
La ville de Weatherford (en anglais [ˈwɛðərfərd]) est le siège du comté de Parker, dans l’État du Texas, aux États-Unis. Sa population s’élevait à 25 250 habitants lors du recensement de 2010, estimée à 29 969 habitants en 2016.

## Source
- (en) Cet article est partiellement ou en totalité issu de l’article de Wikipédia en anglais intitulé « Weatherford, Texas » (voir la liste des auteurs).